# 田口あゆみ
田口 あゆみ（たぐち あゆみ、1980年（昭和55年）7月7日 - ）は、埼玉県出身の元女優。スタークコーポレーション所属。2014年にすべての活動を停止、引退した。

## 来歴
小学生時代から演劇に憧れを抱く。英語の勉強のためにアメリカへ留学し、演劇を専攻。日本語と英語を融合させた演劇の公演などで活動していた。
日本へ帰国後、エキストラなどでの活動中にお笑いタレントと共演したことがきっかけで、演芸の道へ進み、修行のために宮川大助・花子の付き人を半年間務める。
2005年（平成17年）12月に東京でコミックバンド（お笑いユニット）「ちんどんちゃん」を結成。2006年（平成18年）10月には、ピン芸人のさちまるとのお笑いコンビ「モンスーン」名義でNTVのお笑い番組『エンタの神様』に出演するが、ネタの内容が問題視されて苦情が殺到したため、一度きりの出演となる。2007年（平成19年）7月には、ちんどんちゃんも解散。
その後、喜劇もできる女優を目指して舞台などで活動中。劇団・ユニット『lovepunk』にも所属し、同じlovepunkに所属するメンバーの網師野純、丹波真梨奈と共にお笑いユニット「下心満天」でも活動。

## 出演

### テレビ番組
- ズバリ言うわよ!（TBS）女100人 幸せ白書
- 中居正広の金曜日のスマたちへ（TBS）

### 舞台
- ミレニアム・キングダム～絡み合う現実と虚構のロンド～
- 踊るやくざシリーズ第8弾 -気の章- 極道人生いばら道
- よいではないか
- 踊るやくざシリーズ関西上陸編THE極道 -気の章-
- 河童譚
- オクトパスホールド